# Francis William Aston
Francis William Aston (1877-1945) là nhà hóa học của Vương quốc Anh. Ông có vinh dự được trao Giải Nobel Hóa học vào năm 1922. Công trình khoa học đã giúp ông có vinh dự này đó là nghiên cứu về tỉ lệ các hạt vật chất trong đồng vị của các nguyên tố hóa học không phóng xạ. Ngoài ra, ông cùng với Arthur Jeffrey Dempster, một người Mỹ, sáng chế ra khối phỏ ký vào năm 1919